# アーミン・ミューラー＝スタール
アーミン・ミューラー＝スタール（Armin Mueller-Stahl、1930年12月17日 - ）は、ドイツの俳優。アルミーン・ミュラー＝シュタールの表記もある。

## 略歴
現在はロシア領になっている、ヴァイマル共和国（ドイツ国）プロイセン自由州ティルジットで生まれる。ティーンエイジャーの頃はヴァイオリンを弾いていたが、20歳頃、東ドイツで俳優に転進した。音楽教師などで生計を立てながら東ベルリンで1970年代後半まで舞台で活躍した。穏和で知的な個性を買われ、東ドイツ時代は人気俳優として鳴らし、80作をこえる映画にも出演。
映画と舞台の両方で活躍するが、政府によりブラックリストに載せられたため、1980年、西ドイツに逃亡する形で移住した。
反体制運動に加担しキャリアを断たれてから2年後、俳優業を再開。ミニシアター的な作品が多かったが、1982年の『ベロニカ・フォスのあこがれ』、1984年の『ドイツの恋』で世界的に名が知られるようになった。また、ミヒャエル・エンデの有名小説の映像化『モモ』において、灰色の集団の首領役で登場。高圧的な存在感を残す。一方で『わが心のボルチモア』では柔和な役どころで映画ファンの感動を呼び、以後はハリウッドをはじめメジャー作品でも活躍。1992年『マイセン幻影』ではベルリン国際映画祭主演男優賞を受賞した。続く『シャイン』のアカデミー助演男優賞ノミネートで、国際的名優としての地位を確かなものとしている。
代表作に『くたばれアマデウス!』、『KAFKA/迷宮の悪夢』、『T－REX』、『13F』などがある。

## 主な出演作品

### 映画
| 年   | 日本語題 原題                                              | 役名                         | 備考                           |
| ---- | ---------------------------------------------------------- | ---------------------------- | ------------------------------ |
| 1963 | 裸で狼の群れのなかに Nackt unter Wölfen                    | アンドレ                     |                                |
| 1982 | ベロニカ・フォスのあこがれ Die Sehnsucht der Veronika Voss | マックス                     |                                |
| 1985 | 連隊長レドル Oberst Redl                                   | Thronfolger                  |                                |
| 1985 | くたばれアマデウス! Vergeßt Mozart                         | Graf Pergen                  |                                |
| 1986 | モモ Momo                                                  | 時間貯蓄銀行議長             |                                |
| 1988 | ベルリン・ナイトコップ Killing Blue                        | アレックス・グラス           |                                |
| 1989 | ミュージックボックス Music Box                             | マイク・ラズロ               |                                |
| 1990 | わが心のボルチモア Avalon                                  | サム                         |                                |
| 1991 | ナイト・オン・ザ・プラネット Night on Earth                | ヘルムート                   |                                |
| 1991 | KAFKA/迷宮の悪夢 Kafka                                     | グルーバック                 |                                |
| 1992 | マイセン幻影 Utz                                           | Baron Kaspar Joachim von Utz | ベルリン国際映画祭男優賞 受賞  |
| 1992 | パワー・オブ・ワン The Power of One                        | ドク                         |                                |
| 1993 | 愛と精霊の家 The House of the Spirits                      | セベロ                       |                                |
| 1994 | ホーリー・ウェディング Holy Matrimony                      | ヴィルヘルム                 |                                |
| 1995 | 恋する放火犯(パイロマニア) A Pyromaniac's Love Story       | Mr. Linzer                   |                                |
| 1996 | シャイン Shine                                             | ピーター                     | アカデミー助演男優賞ノミネート |
| 1996 | Conversation with the Beast                                | アドルフ・ヒトラー           |                                |
| 1997 | 12人の怒れる男 評決の行方 12 Angry Men                     | 陪審員4番                    |                                |
| 1997 | ゲーム The Game                                            | アンソン・ベアー             |                                |
| 1997 | ピースメーカー The Peacemaker                              | ディミトリ                   |                                |
| 1998 | X-ファイル ザ・ムービー The X Files                        | コンラッド・ストラグホールド |                                |
| 1999 | 13F The Thirteenth Floor                                   | フラー・グリアソン           |                                |
| 1999 | 奇蹟の詩 サード・ミラクル The Third Miracle                | ヴェルナー                   |                                |
| 1999 | 聖なる嘘つき/その名はジェイコブ Jakob the Liar             | キルシュバウム               |                                |
| 1999 | JESUS 奇蹟の生涯 Jesus                                     | ヨセフ                       | テレビ映画                     |
| 2000 | ミッション・トゥ・マーズ Mission to Mars                   | レイミー・ベック             | クレジットなし                 |
| 2001 | クルセイダーズ Crociati                                    | アレッシオ                   | テレビ映画                     |
| 2001 | ロング・ラン 栄光の54マイル The Long Run                   | バリー                       |                                |
| 2004 | ファンタジー・ファクトリー The Dust Factory                | ランドルフおじいさん         |                                |
| 2006 | もうひとりの女 Ich bin die Andere                          | カール                       |                                |
| 2007 | イースタン・プロミス Eastern Promises                      | セミオン                     |                                |
| 2009 | ザ・バンク 堕ちた巨像 The International                    | ヴィルヘルム・ウェクスラー   |                                |
| 2009 | 天使と悪魔 Angels & Demons                                 | シュトラウス枢機卿           |                                |
| 2009 | レニングラード 900日の大包囲戦 Leningrad                   | ヴィルヘルム・フォン・レープ |                                |
| 2015 | 聖杯たちの騎士 KNIGHT OF CUPS                              | ツァイトリンガー神父         |                                |

### テレビシリーズ
| 年   | 日本語題 原題                    | 役名           | 備考      |
| ---- | -------------------------------- | -------------- | --------- |
| 2004 | ザ・ホワイトハウス The West Wing | イスラエル首相 | 計4話出演 |